# Niamey
Niamey este capitala și cel mai mare oraș al statului african Niger și, totodată, port pe fluviul Niger. Populația orașului era estimată, în 2006, la 774.235 de locuitori.
Niamey are un atestat documentar in 1902 d.C., de pe vremea puterii coloniale franțuzești.
Orașul, în sine, beneficiază de autonomie, alături de celelalte regiuni ale țării. E divizat în cinci comune, fiecare, la rândul ei, fiind divizată în mai multe cartiere.   

## Clima
| Date climatice pentru Niamey                               | Date climatice pentru Niamey | Date climatice pentru Niamey | Date climatice pentru Niamey | Date climatice pentru Niamey | Date climatice pentru Niamey | Date climatice pentru Niamey | Date climatice pentru Niamey | Date climatice pentru Niamey | Date climatice pentru Niamey | Date climatice pentru Niamey | Date climatice pentru Niamey | Date climatice pentru Niamey | Date climatice pentru Niamey |
| Luna                                                       | Ian                          | Feb                          | Mar                          | Apr                          | Mai                          | Iun                          | Iul                          | Aug                          | Sep                          | Oct                          | Nov                          | Dec                          | Anual                        |
| ---------------------------------------------------------- | ---------------------------- | ---------------------------- | ---------------------------- | ---------------------------- | ---------------------------- | ---------------------------- | ---------------------------- | ---------------------------- | ---------------------------- | ---------------------------- | ---------------------------- | ---------------------------- | ---------------------------- |
| Maxima medie °C (°F)                                       | 32.5 (90,5)                  | 35.7 (96,3)                  | 39.1 (102,4)                 | 40.9 (105,6)                 | 40.2 (104,4)                 | 37.2 (99)                    | 34 (93)                      | 33 (91)                      | 34.4 (93,9)                  | 37.8 (100)                   | 36.2 (97,2)                  | 33.3 (91,9)                  | 36,19 (97,15)                |
| Media zilnică °C (°F)                                      | 24.3 (75,7)                  | 27.3 (81,1)                  | 30.9 (87,6)                  | 33.8 (92,8)                  | 34 (93)                      | 31.5 (88,7)                  | 29 (84)                      | 27.9 (82,2)                  | 29 (84)                      | 30.8 (87,4)                  | 27.5 (81,5)                  | 25 (77)                      | 29,25 (84,65)                |
| Minima medie °C (°F)                                       | 16.1 (61)                    | 19 (66)                      | 22.9 (73,2)                  | 26.5 (79,7)                  | 27.7 (81,9)                  | 25.7 (78,3)                  | 24.1 (75,4)                  | 23.2 (73,8)                  | 23.6 (74,5)                  | 24.2 (75,6)                  | 19.5 (67,1)                  | 16.7 (62,1)                  | 22,43 (72,38)                |
| Ploaie mm (inches)                                         | 0 (0)                        | 0 (0)                        | 3.9 (0.154)                  | 5.7 (0.224)                  | 34.7 (1.366)                 | 68.8 (2.709)                 | 154.3 (6.075)                | 170.8 (6.724)                | 92.2 (3.63)                  | 9.7 (0.382)                  | 0.7 (0.028)                  | 0 (0)                        | 540,8 (21,291)               |
| Ore însorite                                               | 297.6                        | 263.2                        | 269.7                        | 252                          | 279                          | 267                          | 257.3                        | 235.6                        | 235.6                        | 285.2                        | 282                          | 279                          | 3.203,2                      |
| Sursa nr. 1: Hong Kong Observatory (1961-1990)             |                              |                              |                              |                              |                              |                              |                              |                              |                              |                              |                              |                              |                              |
| Sursa nr. 2: World Meteorological Organization (1961-1990) |                              |                              |                              |                              |                              |                              |                              |                              |                              |                              |                              |                              |                              |

## Populație
| An   | Populație (estimare) |
| ---- | -------------------- |
| 1901 | 600                  |
| 1930 | 3,000                |
| 1960 | 30,000               |
| 1980 | 250,000              |
| 2005 | 750,000              |